# Sovjak, Sveti Jurij ob Ščavnici
Sovjak este o localitate din comuna Sveti Jurij ob Ščavnici, Slovenia, cu o populație de 292 de locuitori.